# Hromadske
hromadske — неприбуткова організація, яку 22 листопада 2013 року створили українські журналісти. Набуло популярності завдяки трансляціям подій Революції гідності. «hromadske» зареєстровано як громадська організація, вона не має власників та є незалежним у редакційній діяльності.
Медіа позиціонується як майданчик для пошуку рішень і висвітлення проблем.

## Історія

### hromadske
Мовлення каналу в прямому етері розпочалося 22 листопада 2013 о 14:00, це сталось раніше запланованого часу через рішення Кабінету Міністрів України про призупинення підготовки до підписання угоди про асоціацію з ЄС і пов'язаним Євромайданом.
За два дні, 24 листопада, кількість переглядів «Громадського» сягнула 761 тисяч за 8 годин із середнім часом перегляду 12 хв 36 с, а максимальна кількість одночасних переглядів досягла 36 тис. Кількість пристроїв, з яких переглядали канал, склала 289 тисяч. 29 листопада в Маріїнському парку в Києві невідомі побили двох журналістів «Громадського телебачення» — Дмитра Гнапа та Якова Любчича.
«Громадське телебачення» стало одним з найважливіших джерел інформації про події Євромайдану. 1 грудня трансляцію каналу дивилось близько 100 тис. глядачів.
У листопаді 2014 року стало відомо, що YouTube-канал «Громадського телебачення» став найбільшим каналом в історії сайту за кількістю годин показаних у прямому ефірі.

### hromadske російською
29 жовтня 2014 року із заявою «Годі просто жити та розмовляти російською. Треба жити та говорити російською для тих, хто не знає правду про Україну». Громадське анонсувало запуск «Громадское на русском». 28 січня 2015 у проєкту з'явився окремий сайт.
Сайт позиціонує себе як джерело головних новин України російською мовою. Проєкт було засновано командою українських та російських журналістів, медіапрофесіоналів з метою не протистояти російській пропаганді, яка невпинно міцнішає, а радше показати, що насправді відбувається в Україні та на пострадянському просторі, а також дати можливість вільній думці знову говорити російською мовою.
З 2018 року hromadske має російськомовне дзеркало на основному сайті.

### hromadske International
1 вересня 2014 року розпочалося мовлення «Hromadske International» англійською мовою. Спочатку проєкт не мав окремого сайту і публікував статті на платформі medium.com аж поки 21 січня 2015 у проєкту не з'явився окремий сайт. Також hromadske поширює свої матеріали та новини англійською мовою у Twitter.
У 2020 році hromadske створило об'єднану редакцію, до складу якої увійшли проєкти «Громадское на русском» і Hromadske International.
У березні 2023 року Інститут масової інформації включив hromadske до переліку з дев’ять найякісніших онлайн-медіа України.

## Логотип
1 вересня 2023 року Hromadske презентувало новий логотип. Тепер замість кружелець будуть букви hro на помаранчевому фоні.

## Засновники
- Андрушко Сергій Степанович
- Банкова Юлія Сергіївна
- Баштовий Андрій Васильович
- Вінтонів Роман Іванович
- Гнап Дмитро Володимирович
- Мустафа Найєм
- Скрипін Роман Андрійович
- Яневський Данило Борисович

## Керівництво
CEO/Головний виконавчий директор:
- літо 2013 — початок 2016 Роман Скрипін[18]
- січень 2016[19] — жовтень 2018[20] Катерина Горчинська
- лютий 2019[20] — січень 2020[21] Марина Голота
- січень 2020 — липень 2021 Юлія Банкова[22]
- липень 2021 — липень 2022 Юлія Федів[23]
- серпень 2022 — дотепер Альона Невмержицька[24]

## Головні редактори
- червень 2016 — січень 2020 Ангеліна Карякіна[25]
- березень 2020 — серпень 2020 Наталія Гузенко[26]
- серпень 2020 — липень 2021 Настя Станко[27]
- липень 2021 — лютий 2023 Євгенія Моторевська[28]
- лютий 2023 — дотепер Христина Коціра[29]

## Структура організації
Стратегічні рішення щодо діяльності та розвитку hromadske ухвалюють члени ГО, які називаються Загальними зборами. До їхніх повноважень входить ухвалення рішень про реорганізацію ГО або саморозпуск, затвердження стратегічних планів діяльності організації, затвердження річних звітів, обрання та відкликання членів управлінських органів.
У лютому 2021 року ГО змінила структуру та обрала членів Правління. Над новою структурою організація працювала декілька років за участі міжнародних консультантів. Відповідно до нового статуту Правління моніторить виконання стратегії, затверджує річний бюджет і план роботи на рік, призначає та звільняє директора організації, бере участь у написанні стратегії та контролює фінансово-господарську діяльність. Правління обирається на три роки й складається з 5 зовнішніх незалежних експертів та 2 членів ГО «Громадське телебачення».
До нового Правління увійшли семеро членів:
- Олена Трегуб, генеральна секретарка Незалежного антикорупційного комітету з питань оборони (НАКО);[32]
- Олександра Матвійчук, голова правління Центру Громадянських Свобод[33];
- Гліб Вишлінський, виконавчий директор Центру економічної стратегії;[34]
- Андрій Куликов, український журналіст, голова правління Громадського радіо;
- Катерина Ботанова, директорка фундації «Центр сучасного мистецтва», членкиня Європейського культурного парламенту, Наглядової ради міжнародного фестивалю мистецтва і комунікації FLOW;
- Наталка Гуменюк, членкиня ГО «Громадське телебачення»;
- Катерина Сергацкова, членкиня ГО «Громадське телебачення», директорка медіа Заборона[35].